# Фернандес, Хавьер (яхтсмен)
Хавьер Фернандес Гастаньяга (исп. Xabier Fernández Gaztañaga; 16 октября 1976, Ибарра (Гипускоа)) — испанский яхтсмен, олимпийский чемпион и серебряный призёр летних Олимпийские игр 2004 года и летних Олимпийские игр 2008 года соответственно в классе 49er.
Участник Volvo Ocean Race 2014/15 в составе экипажа MAPFRE.